# アップライトミュージック
株式会社アップライトミュージック（英: UPRIGHT MUSIC Co.,Ltd）は、東京都渋谷区にある芸能事務所。

## 概要
渡辺プロダクションに就職していた森裕平がイギリス放浪から帰国して移った事務所を馘首になり、一念発起して1987年に起業したのが始まりで、鈴木早智子を見出し相田翔子と組ませてWinkとしてデビューさせ、大きな成功をおさめた。他にも杉浦幸ら、モモコクラブ出身者をマネージメントした。

## 所属俳優・タレント
- GANJIN

## 過去に所属していた俳優・タレント
- 和泉佳保里
- Wink
- 白田あゆみ
- 杉浦幸